# Miriela Gener Alfonso
Miriela Gener Alfonso es una deportista cubana que compitió en judo. Ganó una medalla de plata en el Campeonato Panamericano de Judo de 1988, en la categoría de –61 kg.

## Palmarés internacional
| Campeonato Panamericano | Campeonato Panamericano  | Campeonato Panamericano | Campeonato Panamericano |
| Año                     | Lugar                    | Medalla                 | Categoría               |
| ----------------------- | ------------------------ | ----------------------- | ----------------------- |
| 1988                    | Buenos Aires (Argentina) | Medalla de plata        | –61 kg                  |